# Spiritus Dei
Spiritus Dei ist das Debütalbum der deutschsprachigen Gesangsgruppe Die Priester.

## Entstehung und Produktion
Die Priester entstanden als Projekt, moderne Popmusik – von Priestern gesungen – mit klassischer Musik zu verbinden, und gehen auf Abtprimas Notker Wolf und den Zisterziensermönch Karl Wallner vom Stift Heiligenkreuz zurück. Als nach längerer Suche mit Pater Vianney Meister, Abt Rhabanus Petri und dem Wiener Diözesanpriester Andreas Schätzle die geeigneten Kandidaten gefunden waren, begann die Produktion des Albums. Diese erfolgte im Juni 2011 in den Weryton Studios bei München. Die neuen deutschen Texte und Textergänzungen stammen von Pater Vianney Meister, der bei der musikalischen Komposition von Dieter Falk unterstützt wurde. Falk war auch als Bearbeiter, Komponist & Co-Produzent etlicher Titel beteiligt.
Neben der CD wurde ebenfalls eine Deluxe-Edition, bestehend aus einer CD und einer DVD, veröffentlicht. Diese enthält zwei Bonuslieder sowie das Musikvideo des Liedes Spiritus Dei und eine 14-minütige Dokumentation über die Entstehung des Albums.

### Lieder
Bis auf Hallelujah von Leonard Cohen sind die Liedtexte in Latein und Deutsch. Musikalisch orientiert sich das Album an dem 2010 erschienenen gleichnamigen Album von Les Prêtres. Die Lieder Spiritus Dei und Glorificamus te sind von diesem entlehnt, haben jedoch anstelle französischer Textergänzungen deutsche Entsprechungen.

### Hilfsprojekt
Das Album Spiritus Dei unterstützt ähnlich wie sein gleichnamiges Gegenstück von Les Prêtres mit seinem Erlös ein Hilfsprojekt. 50 Cent jedes Albums kommen dem Bau eines Kinderdorfes sowie einer Schule bei Mazizi nahe Bagamoyo, Tansania, zugute. Der Neubau wird ein kärgliches Waisenhaus in Daressalaam, in dem momentan ca. 80 Kinder leben, ersetzen und ca. 170 Kindern aus unterschiedlichen Verhältnissen ein neues Zuhause bieten. Das bisherige Waisenhaus wird in eine Auffangstation umgewandelt.
Das nötige Land für den Bau des Kinderdorfes wird von dem Dorf Mazizi kostenlos bereitgestellt, da Schule und Krankenstation auch für die Kinder der umliegenden Dörfer offenstehen werden. Für die spätere Finanzierung des Kinderdorfes wird von diesen später eine geringe Schulgebühr bezahlt.

## Titelliste

### Regulär
| #   | Titel                         | Musik                                                                   | Text                                                      | Länge |
| --- | ----------------------------- | ----------------------------------------------------------------------- | --------------------------------------------------------- | ----- |
| 1.  | Spiritus Dei                  | Roger Lobet & Florent Bidoyen Thema: Georg Friedrich Händel (Sarabande) | Mgr. Jean-Michel di Falco Leandri dt.: P. Vianney Meister | 4:14  |
| 2.  | Oh Haupt voll Blut und Wunden | Hans Leo Haßler                                                         | Paul Gerhardt                                             | 4:34  |
| 3.  | Glorificamus te               | Roger Lobet & Florent Bidoyen Thema: Pjotr Iljitsch Tschaikowski        | Mgr. Jean-Michel di Falco Leandri dt.: P. Vianney Meister | 3:39  |
| 4.  | Hallelujah                    | Leonard Cohen                                                           | Leonard Cohen                                             | 3:03  |
| 5.  | Die Moldau                    | Bedřich Smetana                                                         | P. Vianney Meister                                        | 3:24  |
| 6.  | Tantum Ergo                   | -                                                                       | Thomas von Aquin                                          | 3:10  |
| 7.  | Qui Solum Deum                | Georg Neumark                                                           | P. Vianney Meister                                        | 3:51  |
| 8.  | Jesus bleibet meine Freude    | Johann Sebastian Bach                                                   | Salomon Franck                                            | 2:49  |
| 9.  | Heilig, heilig                | Franz Schubert                                                          | Johann Philipp Neumann                                    | 2:47  |
| 10. | Salve Regina                  | -                                                                       | -                                                         | 2:34  |
| 11. | Freude, schöner Götterfunken  | Ludwig van Beethoven                                                    | Friedrich Schiller & P. Vianney Meister                   | 2:47  |

### Bonusmaterial
| #   | Titel      | Musik              | Text          | Länge |
| --- | ---------- | ------------------ | ------------- | ----- |
| 12. | Dieser Weg | Philippe van Eecke | Xavier Naidoo | 3:26  |
| 13. | Ave Maria  | Franz Schubert     | Adam Storck   | 3:54  |

## Rezeption

### Charts und Chartplatzierungen
Spiritus Dei erreichte in Deutschland Rang 17 der Albumcharts und hielt sich insgesamt 20 Wochen in den Charts. Am Ende des Jahres 2011 belegte das Album Rang 69 der Album-Jahrescharts sowie Rang fünf der deutschen Newcomer-Jahrescharts. In Österreich erreichte das Album in neun Chartwochen mit Rang 19 seine höchste Chartnotierung, in der Schweizer Hitparade in 15 Chartwochen mit Rang 14. Es war in allen drei Ländern der erste Album-Charterfolg der Band. Kein Album der Band konnte sich in allen drei Ländern höher oder länger in den Charts platzieren.
| ChartsChartplatzierungen | Höchstplatzierung | Wochen |
| ------------------------ | ----------------- | ------ |
| Deutschland (GfK)        | 17 (20 Wo.)       | 20     |
| Österreich (Ö3)          | 19 (9 Wo.)        | 9      |
| Schweiz (IFPI)           | 14 (15 Wo.)       | 15     |

| ChartsJahrescharts (2011) | Platzierung |
| ------------------------- | ----------- |
| Deutschland (GfK)         | 69          |

### Auszeichnungen für Musikverkäufe
| Land/Region        | Auszeichnungen für Musikverkäufe (Land/Region, Auszeichnung, Verkäufe) | Verkäufe |
| ------------------ | ---------------------------------------------------------------------- | -------- |
| Deutschland (BVMI) | Gold                                                                   | 100.000  |
| Österreich (IFPI)  | Gold                                                                   | 10.000   |
| Insgesamt          | 2× Gold ·                                                              | 110.000  |